# Leona Guennol
La Leona Guennol es una escultura mesopotámica de 5000 años de antigüedad, la misma época y zona geográfica en la que se inventó la escritura cuneiforme y se construyeron las primeras ciudades de la humanidad.

## Lugar del descubrimiento
La escultura fue hallada en 1930 cerca de Bagdad, Irak.

## Características
Mide 8,25 centímetros de alto, está tallada en piedra blanca caliza, le faltan la mitad de las piernas, que se cree que pudieron ser de plata u oro.
El cuerpo de la leona está totalmente hiper-musculado, representando fortaleza y poder.

## Historia
Se talló en la época del Imperio elamita (2700 a. C.-539 a. C.) situado en el sudoeste del actual Irán y fue adquirida en 1948 por el coleccionista estadounidense Alastair Bradley Martin y su esposa. 
El 5 de diciembre de 2007 fue vendida por la casa de subastas Sotheby's de Nueva York por 57,2 millones de dólares.

## Simbología
Se cree que representa a una diosa de culto por su forma antropomorfa y vigorosa. Se piensa que podría haber sido usada como un collar a modo de talismán.
- Datos: Q1553211